# Huși, Suceava
Huși este un sat în comuna Preutești din județul Suceava, Moldova, România. Se află la 7 km de orașul Fălticeni, aparținând comunei Preutești. Din comuna Preutești mai fac parte satele: Aghira, Basarabi, Leucușești, Bahna Arini, Cătunul Fundoaia, Cătunul Mănăstioara.

## Descriere
Localitatea este așezată pe malul râului Șomuz, înconjurată de dealuri și pădurile Ceiri, Blaga, Orac. Așezarea este cunoscută pentru cultivarea cartofilor și legumelor.